# Natrix megalocephala
Natrix megalocephala là một loài rắn trong họ Rắn nước. Loài này được Orlov & Tuniyev mô tả khoa học đầu tiên năm 1987.